# Blidö (plaats)
Blidö is een plaats in de gemeente Norrtälje in het landschap Uppland en de provincie Stockholms län in Zweden. De plaats heeft 89 inwoners (2005) en een oppervlakte van 59 hectare. De plaats ligt op het gelijknamige in de Oostzee gelegen Blidö. De plaats zelf grenst ook aan de Oostzee.